# Osgood Perkins
James Ripley Osgood Perkins, född 16 maj 1892 i West Newton i Massachusetts, död 21 september 1937 i Washington, D.C., var en amerikansk skådespelare. Han gjorde sin debut på Broadway under år 1924, och medverkade därefter i totalt 24 produktioner, däribland i Onkel Vanja. Han blev dessutom, trots sina framgångar inom teaterbranschen, ansedd till att vara en karaktärsskådespelare, detta enligt Hollywoods egna utsago.
Osgood Perkins var mellan åren 1922 och 1937 gift med Janet Esselstyn Rane, med vilken han fick sonen Anthony Perkins, som även han arbetade som skådespelare. Han är också farfar till Oz och Elvis Perkins, som dock aldrig fick träffa sin farfar i livet.
Perkins avled av en hjärtattack hemma i sitt badkar i Washington, D.C., den 21 september 1937. Han hade just vid det tillfället precis spelat in sina scener till filmen Susan älskar alla, som släpptes år 1940.

## Filmografi (i urval)
- 1923 – Puritan Passions
- 1925 – Susans galenskaper
- 1927 – Kärlek och knockout
- 1929 – Nöjenas gata
- 1931 – Hans hustrus moral
- 1932 – Scarface – Chicagos siste gangster
- 1934 – Madame Du Barry
- 1934 – Samhällets rovfåglar
- 1934 – Secret of the Chateau
- 1935 – Blott en dröm
- 1936 – Gold Diggers 1937
- 1937 – Hollywood